# Lafourche Crossing
Lafourche Crossing – jednostka osadnicza w Stanach Zjednoczonych, w stanie Luizjana, w parafii Lafourche.